# 수첩 속의 행운
《수첩 속의 행운》(영어: Taking Care of Business, 영국 개봉명 영어: Filofax)은 미국에서 제작된 아서 힐러 감독의 1990년 코미디 영화이다. 제임스 벌루시 등이 출연하였다.

## 출연
- 제임스 벌루시
- 찰스 그로딘
- 마코
- 헥터 엘리존도
- 버로니카 해멀
- 스티븐 엘리엇
- 로린 로클린
- 존 더랜시
- 게이츠 맥패든

## 기타 제작진
- 공동 제작: 덩컨 헨더슨
- 미술: 존 허트먼